# Plano Nacional do Livro e Leitura
O Plano Nacional do Livro e Leitura (PNLL) foi instituído em agosto de 2006 no governo Lula por iniciativa conjunta do Ministério da Cultura e Ministério da Educação do Brasil, a partir de um movimento ibero-americano iniciado em 2003 junto aos Chefes de Estado e Ministros da Cultura dessa região. 
Na época o CERLALC/UNESCO e a OEI apresentaram a ideia de um Plano Ibero-americano da Leitura e o objetivo imediato foi criar em 2005 o ANO IBERO-AMERICANO DA LEITURA, Ilímita (em espanhol) e Vivaleitura (no Brasil). Em 2005 a cadeia do livro e da leitura foi chamada a participar e desde então, todos os desdobramentos do Ano Vivaleitura (2005) e a criação do PNLL em 2006 foram de responsabilidade coletiva, liderado por representantes do governo (MinC e MEC), mas com forte participação da sociedade civil organizada. Uma primeira versão apresentada ao público em março de 2006 foi parcialmente rejeitada tanto por membros do governo quanto por representantes da sociedade.
Com o afastamento de Galeno Amorim em março/abril de 2006, então representante do MinC no grupo promotor do PNLL, as reuniões de escuta de todos os segmentos sociais ligados ao livro, à leitura, à literatura e às bibliotecas foram intensificadas. Em agosto o então coordenador executivo do Ano Vivaleitura, Professor José Castilho Marques Neto (UNESP), recebeu o convite dos Ministérios da Educação e da Cultura para assumir a coordenação do PNLL. Por sua sugestão, foram promulgadas duas portarias interministeriais em agosto de 2006: a primeira criava o PNLL, como   um conjunto de projetos, programas, atividades e eventos na área do livro, leitura, literatura e bibliotecas em desenvolvimento no país, empreendidos pelo Estado (em âmbito federal, estadual e municipal) e pela sociedade. A segunda portaria nomeava o primeiro Secretário Executivo do PNLL, atuando pro bono, subordinado aos dois Ministros de Estado e encarregado de implantar o Plano junto com um Comitê Diretivo e também formalizar um novo texto junto com especialistas, sociedade civil e governo  para o PNLL.
Em 19 de dezembro de 2006, em reunião histórica e ampliada do Comitê Diretivo do PNLL, foi promulgado em regime de consenso o texto do PLANO NACIONAL DO LIVRO E LEITURA - PNLL, organizado em dois alicerces: Estado e Sociedade/Cultura e Educação e contando com quatro eixos temáticos e e de atuação: Democratização do acesso ao livro e à leitura; Formação e incentivo aos Mediadores de Leitura; Incremento do valor simbólico do livro e da leitura; Apoio à economia do livro. Após um ano e meio de debates, desde agosto de 2005, em torno de 150 reuniões gerais por todo o país, dezenas de reuniões com especialistas e membros do governo, o Brasil conquistava o seu primeiro Plano Nacional de Leitura, alinhando-se com mais dezenove países da região que igualmente construíram os seus PNLs.
Do seu conselho diretivo fazem parte representantes do governo, universidades, empresas privadas e de associações da sociedade que atuam nas políticas públicas do livro e leitura. 
Instituído em agosto de 2006 por portaria assinada pelo ministro da Cultura, Gilberto Gil, e o ministro da Educação, Fernando Haddad, no governo do presidente Luiz Inácio Lula da Silva, passou a exigir que os ministérios divulguem suas metas para a área, em decreto de 2011, assinado pela presidenta Dilma Rousseff. Foram responsáveis pelo PNLL Galeno Amorim, (2005 até março de 2006), José Castilho Marques Neto (agosto 2006 até março 2011), Maria Antonieta Antunes Cunha (2011/2013), José Castilho Marques Neto (junho 2013/maio 2016). O PNLL é composto por quatro eixos centrais: Democratização do acesso, Fomento à leitura e à formação de mediadores, Valorização do livro e comunicação e Desenvolvimento da Economia do Livro.